# Маркув-Сьвіниці
Маркув-Сьвіниці (пол. Marków-Świnice) — село в Польщі, у гміні Мщонув Жирардовського повіту Мазовецького воєводства.
Населення — 47 осіб (2011).
У 1975-1998 роках село належало до Скерневицького воєводства.

## Демографія
Демографічна структура станом на 31 березня 2011 року:
|          | Загалом | Допрацездатний вік | Працездатний вік | Постпрацездатний вік |
| -------- | ------- | ------------------ | ---------------- | -------------------- |
| Чоловіки | 25      | 6                  | 18               | 1                    |
| Жінки    | 22      | 4                  | 9                | 9                    |
| Разом    | 47      | 10                 | 27               | 10                   |